# Makris
Makris (altgriechisch Μάκρις Mákris) ist eine Nymphe der griechischen Mythologie.
Sie ist die Tochter des Aristaios und der Autonoë, Schwester des Aktaion und Amme des Dionysos.
Sie nährte sie den jungen Dionysos, den Hermes ihr übergeben hatte, mit Honigseim. Von Hera aus Euböa vertrieben, hauste sie, einer späten Version des Mythos nach, in einer Grotte auf der Insel der Phäaken (die Apollonios mit Kerkyra gleichsetzt). Ihre Anwesenheit wirkte sich als Segen für den Ackerbau des Landes aus, so dass die Insel nach ihr den Namen Makris trug. In ihrer Grotte fand die Hochzeit von Iason und Medea statt.
Möglicherweise ist sie zu identifizieren mit Nysa, die in der Mythologie ebenfalls als Amme des Dionysos erscheint und bei Diodor als Tochter des Aristaios bezeichnet wird.